# Stanisław Karpowicz
Stanisław Karpowicz (ur. 24 lutego 1864 w Haciszkach k. Nowogródka, zm. 16 czerwca 1921 w Otwocku) – polski pedagog.

## Życiorys
Rozległe wykształcenie zawdzięczał głównie samokształceniu. Był współpracownikiem periodyków: „Poradnik dla Samouków”, „Nowych Torów”, „Przeglądu Pedagogicznego”. Był również encyklopedystą oraz w latach 1900–1914 członkiem komitetu redakcyjnego Encyklopedii wychowawczej. Wykładowca Uniwersytetu Latającego w Warszawie. W latach 1906–1913 był działaczem Towarzystwa Kultury Polskiej. W latach 1919–1921 zajmował stanowisko docenta w Wolnej Wszechnicy Polskiej.
Interesował się problemami epistemologicznymi pedagogiki, usiłując oprzeć pedagogikę na podstawach naukowych, a także zagadnieniami ustroju szkolnego i systemu wychowawczego w szkole polskiej.

## Główne prace
- 1897: „Szkice pedagogiczne”[4]
- 1907: „Ideały i metody wychowania współczesnego”
- 1912: „Indywidualność i jej kształcenie”[5]
- 1965: „Pisma pedagogiczne”[1]